# Simone Thomaschinski
Simone Thomaschinski, född den 4 april 1970 i Frankfurt am Main, Tyskland, är en tysk landhockeyspelare.
Hon tog OS-silver i damernas landhockeyturnering i samband med de olympiska landhockeytävlingarna 1992 i Barcelona.